# Theater- und Spielberatung Baden-Württemberg
Die Theater- und Spielberatung Baden-Württemberg e. V. (kurz: TSB) ist eine theaterpädagogische Institution mit Sitz in Heidelberg, die vor allem im Bereich des Schultheaters und der diesbezüglichen Fort- und Ausbildung aktiv ist. Ihre Kernaufgaben liegen im Bereich der Aus- und Fortbildung und der Beratung.

## Aufgabenbereiche

### Beratung
Der Verein versteht sich als theaterpädagogisches Institut für Theaterschaffende mit Beratungsfunktion. Sie bietet eine umfangreiche Bibliothek, Angebote zur Fort- und Ausbildung und nicht zuletzt ein vielfältiges Netzwerk zu unterschiedlichsten Akteuren in der theaterpädagogischen Landschaft.
Die Unterstützung von Schultheater sowie weiterer Amateurbühnen und -gruppen ist der genuine Auftrag der TSB – sie liefert Ideen für Stücke, unterstützende Fachliteratur und bietet darüber hinaus auch Probenbesuche und Coaching an.

### Bibliothek
Die Bibliothek des Vereins bietet mitten in der Altstadt Heidelbergs die wohl größte Auswahl an Theaterstücken und Theater-Fachliteratur in Süddeutschland. Mit ca. 17.000 Theaterstücken und diversen Werken der Theaterliteratur steht ein breitgefächertes und stets aktualisiertes Angebot zur Ausleihe bereit.
Per Online-Suche kann der Literaturbestand der Beratungsstelle nach gewünschten Titeln oder Interessengebieten durchsucht und ausgewählte Bücher bestellt werden. Vor Ort berät die TSB auf Wunsch bei der Suche nach Theaterstücken und theaterspezifischer Fachliteratur.

## Geschichte
1946 gründete der Lehrer Hans Bernhard in Brombach/Odenwald eine Bildungseinrichtung, um der Laienspielbewegung und dem Schultheater nach dem Krieg neue Impulse zu geben. Mit gleichgesinnten Mitstreiterinnen und Mitstreitern wurde die „Laienspielberatung Nordbaden“ 1953 als „Arbeitskreis zur Pflege von Laienspiel, Fest- und Feiergestaltung e.V.“ als eingetragener Verein anerkannt.
1969 zog der Verein nach Wilhelmsfeld/Odenwald um. Die Erweiterung des Arbeitsfeldes durch Fortbildungen für Lehrer, die Gründung der Deutsch-Französischen Theatertage und die „Kraichgauer Theatertage“ als Begegnungstreffen der Amateurtheatergruppen Nordbadens führten zur Anerkennung und Förderung des Vereins durch das Regierungspräsidium Nordbaden in Karlsruhe.

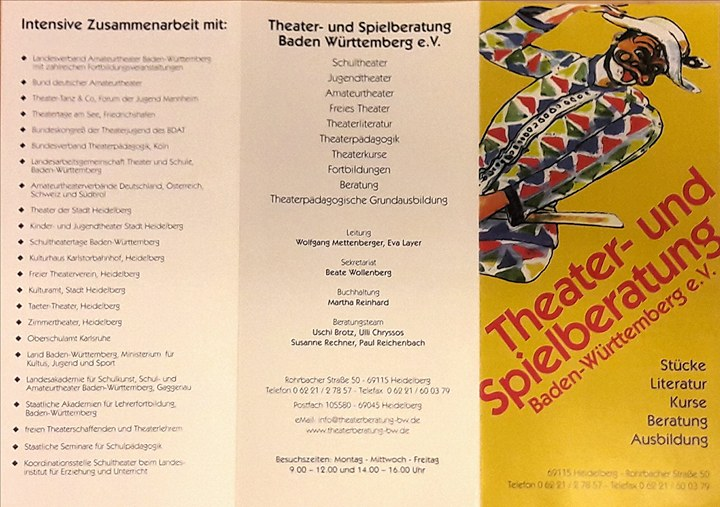
Flyer der Theater- und Spielberatung, damals noch mit Sitz in der Rohrbacher Straße

1972 fusionierte der Arbeitskreis mit dem „Württembergischen Laienspielverband“ zum „Landesverband Amateurtheater Baden-Württemberg e. V.“, dessen stellvertretender Vorsitzender und künstlerischer Leiter forthin Hans Bernhard war. Dieser wurde 1989 als Ehrenmitglied der Theater- und Spielberatung Baden-Württemberg mit dem Bundesverdienstkreuz am Bande in den Ruhestand verabschiedet.
1989 übernahm der Gymnasiallehrer und Theaterpädagoge Wolfgang Mettenberger die Leitung des Instituts. Im Auftrag des Ministeriums und durch Zusammenarbeit mit der Stadt Heidelberg wurde die Theater- und Spielberatung Baden-Württemberg e. V. zu einem theaterpädagogischen Institut ausgebaut.
1991 gelang Hans Bernhard durch enge Zusammenarbeit mit der Münchner Theaterwissenschaftlerin Margot Berthold die Angliederung und Eröffnung eines einzigartigen „Commedia-dell’arte-Archivs“. Dieses umfasst 300 Bücher, 800 Aufsätze, Referate und Zeitungsberichte, Plakate, historische Graphiken und neuere Abbildungen, Masken von Italo Locchi, Fotos, Videos und Dias.
In den Räumen der Theater- und Spielberatung wurde 1992 das „sozio-kulturelle Zentrum Karlstorbahnhof“ gegründet und die „Heidelberger Theaterwerkstatt“ der TSB als theaterpädagogisches Fortbildungstreffen mit bisher etwa 3.000 Besuchern initiiert. 1995 wurde die Gymnasiallehrerin und Theaterpädagogin Eva Layer für die stellvertretende Leitung der Theater- und Spielberatung Baden-Württemberg gewonnen. Der Fortbildungsbereich wurde ausgebaut und die „zweijährige theaterpädagogische Grundlagen-Ausbildung“ eingeführt.
2013 übernahm Christiane Daubenberger das Institut als Leiterin und Geschäftsführerin. Darüber hinaus ist sie Vorsitzende des Trägervereins. Seit 2014 befindet sich die Geschäftsstelle der Theater- und Spielberatung in der Heidelberger Altstadt.